# آمریکایی‌های روس‌تبار
آمریکایی‌های روس‌تبار (روسی: ру́сские америка́нцы، آوانگاری rússkiye amerikántsy؛ IPA: [ˈruskʲɪje ɐmʲɪrʲɪˈkant͡sɨ]) آمریکایی‌هایی هستند که تمام یا پاره‌ای از اصالتشان به مردم روس می‌رسد. این اصطلاح می‌تواند برای مهاجران اخیر روس و همچنین برای آن‌هایی که در قرن نوزدهم در متصرفات روسیه در شمال غربی آمریکا ساکن شدند، استفاده شود.